# Modrzejów
Modrzejów ist eine ehemalige Stadt, jetzt ein südlicher Stadtteil von Sosnowiec in der Woiwodschaft Schlesien in Polen.

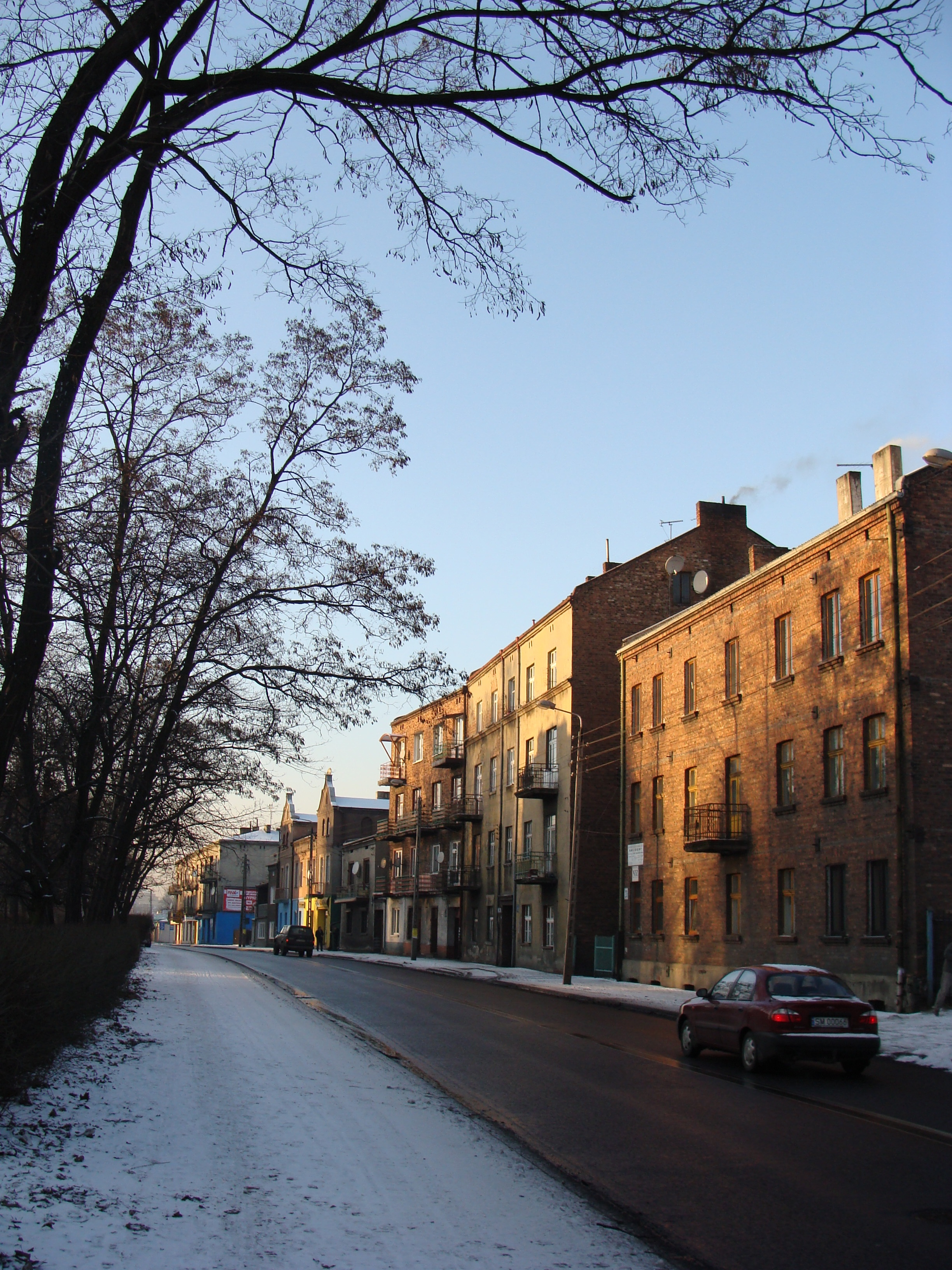
Orląt-Lwowskich-Straße

## Geschichte
Der Ort Mrowisko (Ameisenhaufen) am linken, polnischen Ufer der Brynica, sowie südlich des stark autonomen bischöflichen Herzogtums Siewierz wurde im Jahr 1650 erstmals urkundlich erwähnt. Politisch gehörte der Ort zur Adelsrepublik Polen-Litauen, Woiwodschaft Krakau, Kreis Proszowice bzw. Kraków, jedoch gehörte zur römisch-katholischen Pfarrei im oberschlesischen Mysłowice. 1706 erhielt der Ort mit dem neuen Namen Modrzewo von August dem Starken das Stadtrecht und betrieb einen belebten Handel mit Mysłowice. 1713 gab es in dem typischen Schtetl, der zweitwichtigsten nach Będzin im Gebiet, eine Kehillah, Synagoge und ein jüdischer Friedhof und lange Zeit keine christliche Kirche, was sehr selten in der weiteren Umgebung war. Nach der Mitte des 18. Jahrhunderts entwickelte sich die Zwillingsstadt Niwki bzw. Niwka, jedoch von römisch-katholischer Bevölkerung bewohnt.
Im Zuge der Dritten polnischen Teilung kam es 1795 an Preußen als Teil von Neuschlesien und 1801 verlor der Ort zunächst das Stadtrecht (definitiv im Jahr 1870). 1807 kam es ins Herzogtum Warschau und 1815 ins neu entstandene russisch beherrschte Kongresspolen. 1827 gab es 32 Häuser mit 229 Einwohnern. 1849 gab es 310 Juden, fast 84 % der Stadtbürger, dann im Jahr 1880 hatte der Ort 34 Häuser mit 676 Einwohnern, davon waren 586 (89,3 %) Juden. Modrzejów gehörte zu den Gütern von Sielce, die im 19. Jahrhundert im Besitz verschiedener Deutschen waren: Christian Ludwig Schimmelpfennig von der Oye, Ludwig Anhalt-Coeten von Pless, Gräfin Charlotte von Wernigerode zu Stolberg und Graf Jan Renard. Der Ort lag nördlich des Zusammenflusses der Schwarzen und der Weißen Przemsa, die zum Dreikaisereck wurde, ab dem Ende des 19. Jahrhunderts einem touristischen Anziehungspunkt.
Der Ort lag im Dombrowaer Kohlebecken aber die industrielle Entwicklung folgte erst nach der Gründung der Zeche „Modrzejów“ zwischen den Jahren 1902 bis 1912. 1915 wurde Modrzejów nach Sosnowiec eingemeindet. In der Zwischenkriegszeit gab es Pläne der Angliederung an die geplante Stadt Niwka-Modrzejów. Im Zweiten Weltkrieg wurden die Juden im Holocaust vernichtet.
1954 wurde der Stadtteil an die Straßenbahn im oberschlesischen Industriegebiet angeschlossen.

## Persönlichkeiten
- Monik Mlynarski (1923–2016), Holocaust-Überlebender